# William Beresford, 1. Viscount Beresford

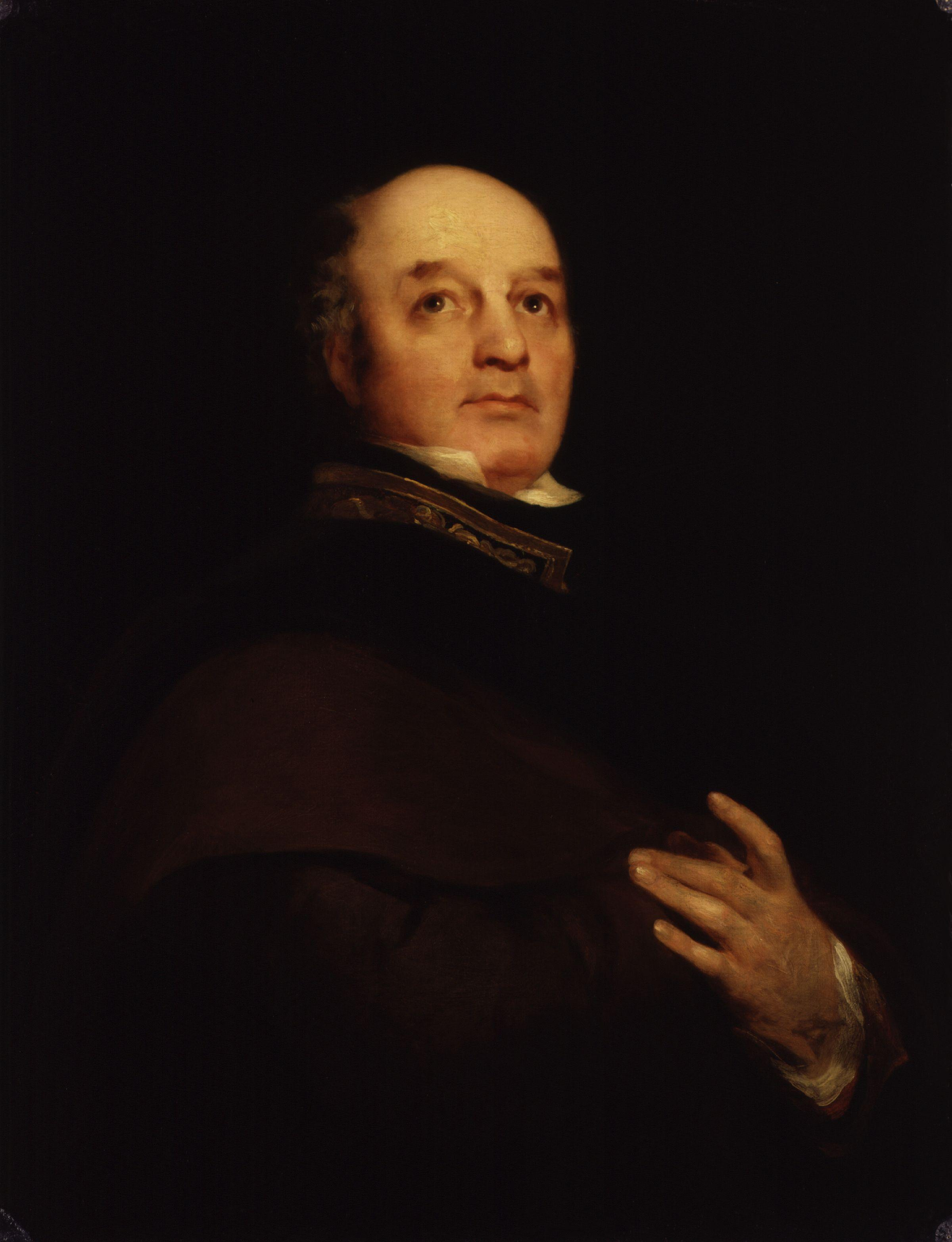
Lord Beresford, Porträt von Richard Rothwell, 1831

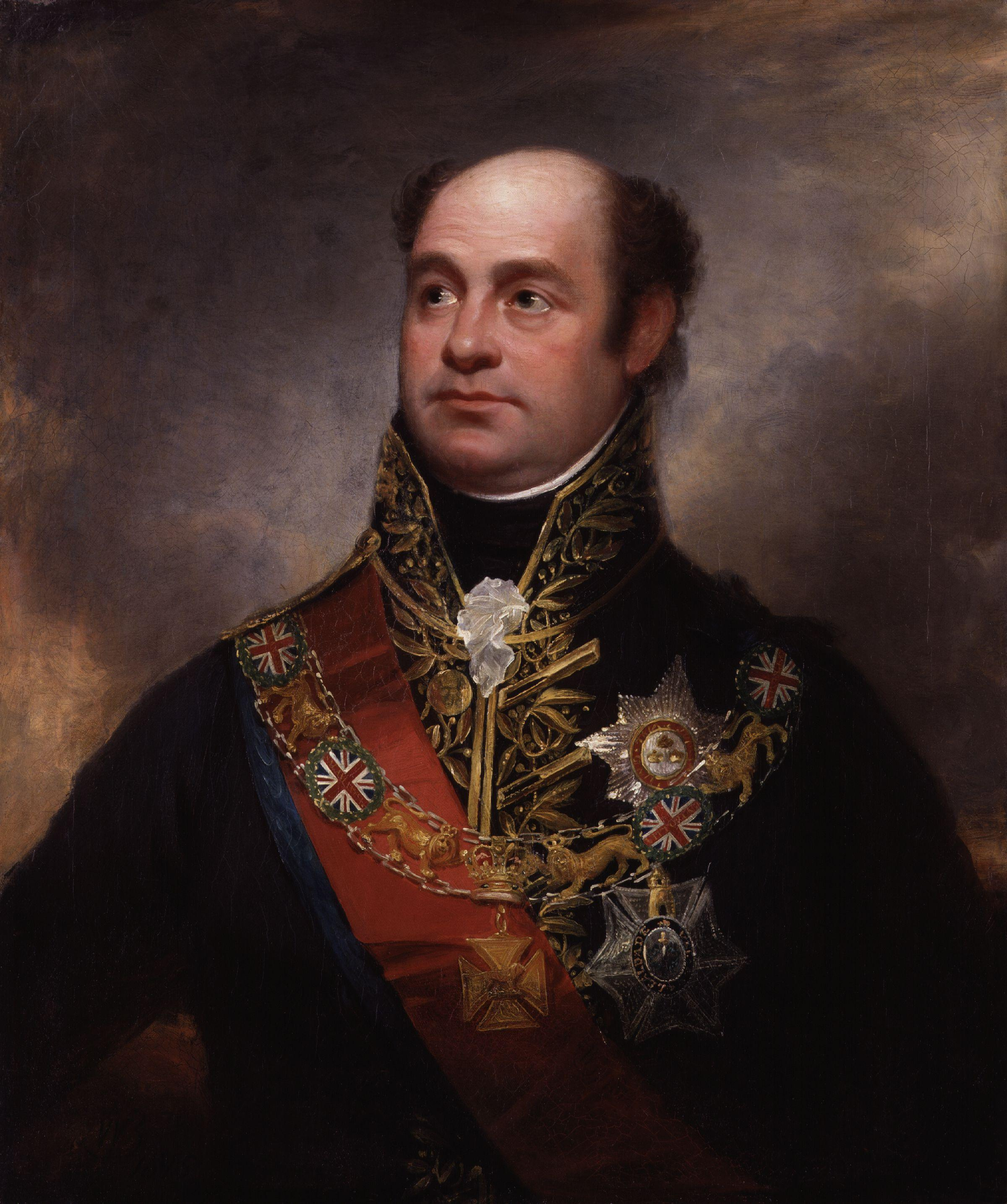
Lord Beresford, um 1815

William Carr Beresford, 1. Viscount Beresford, (* 2. Oktober 1768; † 8. Januar 1854 in Bedgebury, Kent) war ein britischer General und portugiesischer Marschall während der napoleonischen Kriege. Von 1811 bis 1821 war er als britischer Militärbefehlshaber in Portugal der eigentliche Herrscher dieses Landes. Er machte sich einen Namen vor allem durch die Umstrukturierung der portugiesischen Armee und durch die Verfolgung der portugiesischen Liberalen.

## Leben
Beresford war ein illegitimer Sohn des George Beresford, 1. Marquess of Waterford. Er besuchte die Schule von Catterick Bridge in Yorkshire und eine Militärschule in Straßburg. 1785 trat er als Ensign des 6th Regiment of Foot in die britische Armee ein. Während seines Aufenthalts in Neuschottland verlor er schon im folgenden Jahr bei einem Schießunfall das linke Auge. 1791 wurde er zum Captain des 69th Regiment of Foot befördert.
Er zeichnete sich 1793 bei Toulon aus. 1794 wurde er zum Major befördert und nahm 1795 an der Eroberung von Bastia teil. In den folgenden Jahren ging Beresford mit seinem Regiment unter Baird nach Indien und Ägypten, wo er die erste Brigade auf ihrem Marsch durch die Wüste führte. 1799 wurde er zum Lieutenant-Colonel und 1800 zum Colonel befördert. 1805 begleitete er Baird nach Südafrika, wo er an der Eroberung Kapstadts und der Kapitulation der Kapkolonie beteiligt war. Von Südafrika wurde er nach Südamerika kommandiert und eroberte mit ein paar Regimentern Buenos Aires, das er aber wegen der zu geringen Truppenstärke nicht halten konnte.
Beresford geriet in Gefangenschaft, konnte aber ein halbes Jahr später fliehen und erreichte Großbritannien 1807. Im selben Jahr wurde er Colonel des 88th Regiment of Foot (Connaught Rangers). Ende des Jahres wurde er als Gouverneur und Oberbefehlshaber nach Madeira entsandt, um die Insel im Namen des portugiesischen Königs zu besetzen. Hier lernte er die Sprache und die Mentalität der Portugiesen kennen.
Napoleon hatte 1808 Portugal besetzt, wegen der Weigerung dieses Landes, sich der Kontinentalsperre gegen Großbritannien anzuschließen. Die portugiesische Königin Maria I. († 1816), Prinzregent Johann und die übrige königliche portugiesische Familie floh daraufhin aus Portugal nach Brasilien. Rio de Janeiro wurde ihre neue Residenzstadt.
Dreimal versuchen die Franzosen, sich in Portugal festzusetzen (1808, 1809 und 1810), dreimal gelang es britischen Expeditionsheeren unter der Leitung von Arthur Wellesley, 1. Duke of Wellington, und William Carr Beresford, die Franzosen zu besiegen und aus dem Land zu vertreiben. Nach ihrer Niederlage in der Schlacht von Sabugal (3. April 1811) mussten sich die Franzosen endgültig aus Portugal zurückziehen. Wellington verließ darauf das Land, um den Kampf gegen Napoleons Truppen in Spanien fortzuführen, Beresford blieb als oberster britischer Militär im Lande zurück. 1808 wurde er zum Major-General befördert.
In Abwesenheit des portugiesischen Königs, der sich weiterhin in Brasilien aufhielt und zunächst keine Anstalten machte, in sein Land zurückzukehren, wurde Beresford als Befehlshaber der britischen Truppen in Portugal zum eigentlichen Herrscher des Landes, das er gewissermaßen als Militärdiktator im Auftrage von Johann VI. regierte. Er zeichnete sich dabei durch eine konservative, reaktionäre Politik aus.
Im Oktober 1810 wurde er vom britischen König als Knight Companion des Order of the Bath geadelt und 1812 zum Lieutenant-General befördert. Der portugiesische König erhob ihn in Anerkennung seiner Leistungen 1811 zum Grafen von Trancoso und 1812 zum Markgraf von Campo Maior und Herzog von Elvas und ernannte ihn 1816 zum Marechal-General. Im Juni 1811 wurde er als Abgeordneter für das County Waterford ins britische House of Commons gewählt. Er hatte dieses Mandat inne, bis ihn der britische König am 17. Mai 1814 zum Baron Beresford, of Albuera and of Dungarvan in the County of Waterford, erhob, und der ins House of Lords aufstieg. Zudem hatte er von 1811 bis 1820 das Amt des Gouverneurs des County Cork inne. Im Rahmen der Ordensreform von 1815 wurde er zum Knight Grand Cross des Order of the Bath erhoben.
In den Reihen der portugiesischen Streitkräften wurden die Forderungen nach dem Ende der britischen Besatzung, der Rückkehr des Königs und vor allem einer liberalen Verfassung immer lauter. Portugal hatte zu diesem Zeitpunkt keine Verfassung, wurde also immer noch absolutistisch regiert. Beresford unterdrückte diese Forderungen mit großer Härte. So ließ er 1817 eine Reihe von Verschwörern hinrichten, darunter auch den liberalen portugiesischen General Gomes Freire de Andrade. 1819 gab er das Kommando über das 88th Regiment of Foot ab und wurde stattdessen bis 1823 Colonel des 69th (South Lincolnshire) Regiment of Foot.
1820, während sich Beresford in Brasilien aufhielt, kam es in Portugal zur liberalen Revolution, die mit einem Aufstand portugiesischer Offiziere in Porto begann. Die britischen Offiziere wurden aus der portugiesischen Armee entfernt. Beresford kehrte aus Brasilien zurück, konnte das Blatt aber nicht mehr wenden. Das Betreten der Stadt Lissabon wurde ihm verweigert. Damit endete die Herrschaft Beresfords in Portugal. Die Aufständischen beriefen eine verfassunggebende Versammlung ein, verabschiedeten die erste Verfassung der portugiesischen Geschichte und konnten den König 1821 zur Rückkehr nach Portugal bewegen.
Beresford ging nach Großbritannien zurück und wandte sich der Politik zu. Er wurde 1821 ins Privy Council berufen und wurde im House of Lords einer der energischsten Verfechter der Politik Wellingtons. Am 28. März 1823 wurde er zum Viscount Beresford, of Beresford in the County of Stafford, erhoben und übernahm im ersten Kabinett Wellington von 1823 bis 1824 das Amt des Master General of the Ordnance (Generalfeldzeugmeister). 1823 wurde er zum Colonel des 16th (Bedfordshire) Regiment of Foot ernannt und 1825 zum General befördert.
1830 zog er sich aus der Politik zurück und verbrachte die letzten Jahre auf seinem Landgut in Bedgebury, Kent, wo er 1854 im Alter von 85 Jahren starb. Die 1832 geschlossene Ehe mit seiner Cousine Hon. Louisa Hope († 1851), Witwe des Thomas Hope, Tochter des William Beresford, 1. Baron Decies, blieb kinderlos und seine Titel erloschen. Seine wesentlichen Ländereien erbte sein jüngster Stiefsohn aus der ersten Ehe seiner Gattin, Alexander Hope (1820–1887), der dazu seinen Familiennamen zu „Beresford-Hope“ ergänzte.

## Bedeutung
William Carr Beresford war kein großer Kriegstaktiker oder Stratege, was sich auch deutlich zeigte, als er 1811 in der Schlacht bei La Albuera kurzzeitig die Führung von Hills Korps übernahm. Er war ein begabter und energischer militärischer Organisator, der – weil er Erfahrung in der Führung selbständiger Einheiten hatte und, ungewöhnlich für einen britischen Offizier, fließend Portugiesisch sprach – mit dem Wiederaufbau und der Reorganisation der portugiesischen Armee betraut wurde. Diese Aufgabe meisterte er in einer Weise, die alle Erwartungen weit übertraf. Beresford setzte mit aller Härte Disziplin und Ordnung durch, ersetzte unfähige Offiziere durch jüngere Soldaten, kümmerte sich um Ausbildung, Bekleidung, Verpflegung und vor allem Sold und schuf so innerhalb weniger Jahre eine schlagkräftige, disziplinierte portugiesische Armee, die der britischen in nichts nachstand. Seine Armeeführung durch integrierte Stäbe – wenn der Kommandeur ein Brite war, war der Stellvertreter ein Portugiese und umgekehrt – haben Vorbildcharakter bis heute.
Diese enorme Leistung wurde von Briten und Portugiesen gleichermaßen anerkannt. Beresford, der auch wegen seiner unehelichen Herkunft, unter der er zeit seines Lebens litt, in Großbritannien immer im Schatten Wellingtons stand, wurde in Portugal zu einem Idol und erhielt viele Ehren und Auszeichnungen.
Auch der Duke of Wellington machte sich über Beresfords Talent als Armeeführer keine Illusionen, anerkannte aber seine glänzenden Fähigkeiten als Organisator und ging sogar so weit, ihn als seinen Nachfolger auf der Halbinsel zu empfehlen, falls er selbst den Tod finden sollte.